# Jacob Appel
Jacob Christian Lindberg Appel, född den 23 april 1866, död den 31 december 1931, var en dansk folkhögskoleföreståndare och politiker, son till Cornelius Appel.

## Biografi
Appel blev 1890 lärare i naturvetenskaperna vid Askovs folkhögskola, och fick 1898 säte i skolans direktion och blev efter svärfadern Ludvig Schrøders avgång 1906 skolans föreståndare. Varmt intresserad i Grundtvigs anda för Danmarks folkliga historia deltog Appel även i dagspolitiken, men blev inte vald till Folketinget. 
Åren 1910–1913 fungerade han som kultusminister i minstären Berntsen, och 1920–1924 undervisningsminister och från 1922 även som kyrkominister i ministären Neergaard.
Appel var i likhet med sin hustru Ingeborg Appel en av de främsta företrädarna för den gruntvigska traditionen under början av 1900-talet.
Tillsammans med Poul la Cour skrev han Historisk fysik (2 band, 1896–1897; 2:a upplagan 1908) och utarbetade 1904 en översikt över Tordenvejrets gang i Danmark.

## Utmärkelser
- Kommendör av första graden av Dannebrogorden,  1920[2]
- Dannebrogsmännens hederstecken,  1923[2]

[Redigera Wikidata]